# 3823 Yorii
3823 Yorii је астероид главног астероидног појаса чија средња удаљеност од Сунца износи 3,067 астрономских јединица (АЈ).
Апсолутна магнитуда астероида је 12,6.